# La Chapèla
La Chapela en Gaudemar (en francès La Chapelle-en-Valgaudémar) és un municipi francès situat al departament dels Alts Alps i a la regió de Provença – Alps – Costa Blava. Es va crear el 1er de gener de 1963 per fusió dels antics municipis de Clémence-d'Ambel (Clamença d'Ambèu ?) i Guillaume-Peyrouse (Guilhèm Peirosa ?).

## Demografia
| 1962                                       | 1968 | 1975 | 1982 | 1990 | 1999 | 2006 | 2013 |
| ------------------------------------------ | ---- | ---- | ---- | ---- | ---- | ---- | ---- |
| 204                                        | 204  | 181  | 184  | 135  | 129  | 122  | 106  |
| Des de 1962: població sense dobles comptes |      |      |      |      |      |      |      |

## Administració
| Període               | Identitat             | Partit |
| --------------------- | --------------------- | ------ |
| 1971-1983             | René Arques           |        |
| 1971-2001             | Lucien Mazet          |        |
| 2001-2008             | Jean-Claude Catelan ? |        |
| 2008-desembre de 2008 | Anne Vincent          |        |
| 2009 ?-2020           | Jean-Claude Catelan   |        |
| 2020-                 | Ivan Carlue           |        |